# 박제환 (1859년)
박제환(朴齊瓛, 1859년 양력 12월 2일 ~ 1938년 양력 1월 5일)은 대한제국의 관료로, 일제강점기에는 조선총독부 중추원 참의를 지냈다. 본래 이름은 박제환(朴齊煥)이나 1906년 한자를 바꾸어 개명했다. 본관은 반남이다.

## 가족관계
- 증조부 : 박성원(朴成源)
  - 조부 : 박종진(朴宗晉)
    - 부 : 박남수(朴南壽)

## 생애
1899년 옥구감리서 주사를 지내는 등 대한제국에서 관리로 일했다. 1906년 대한제국 중추원의 참사로 임명된 후 중추원에서 주로 근무했다. 1910년 한일 병합 조약이 체결되고 조선총독부는 조선 중추원의 이름을 그대로 유지한 채 총독부 자문기구인 중추원을 설치했다. 박제환은 이때 중추원 부찬의로 임명되었다.
1914년 제1차 세계대전에 참전한 일본군과 가족을 위로하기 위해 조직된 경성군인후원회에 기부금으로 2원을 납부했고, 한일 병합 5주년 기념으로 식민통치를 선전할 목적으로 개최된 경성물산공진회에는 10원을 기부했다. 1916년 조선총독부가 반도사편찬사업을 벌일 때 조사주임으로 참가했다. 조선사편수회의 전신인 이 사업에서는 일본인 학자들의 연구에 중추원 참의들이 조사원으로 임명되어 보조 역할을 했다.
1921년 중추원 편제 개편 때 주임대우 참의로 임명되어 임기가 만료된 1927년까지 6년 동안 재직함으로써 총 17년간 조선총독부 중추원에서 근무했다.
1912년 일본이 한일 병합을 기념하여 공로자들에게 수여한 한국병합기념장을 수여받았고, 1926년 훈6등 서보장도 수여받아 일본으로부터 공을 인정받았다.1924년 천장절 기념행사에도 초대받은 일이 있다.
2002년 발표된 친일파 708인 명단과 2008년 공개된 민족문제연구소의 친일인명사전 수록예정자 명단에 모두 포함되었다. 2007년 대한민국 친일반민족행위진상규명위원회가 발표한 친일반민족행위 195인 명단에도 들어 있다.

## 같이 보기
- 조선총독부 중추원

## 참고 자료
- 친일반민족행위진상규명위원회 (2007년 12월). 〈박제환〉 (PDF). 《2007년도 조사보고서 II - 친일반민족행위결정이유서》. 서울. 631~636쪽쪽. 발간등록번호 11-1560010-0000002-10. [깨진 링크(과거 내용 찾기)]